# Hrehory Iwaszkiewicz
Hrehory Iwaszkiewicz (Iwaszkowicz) – bojar, w latach 1524-1526 klucznik witebski.